# پتروپاولوفکا (شهرستان میاکینسکی، باشقیرستان)
پتروپاولوفکا (انگلیسی: Petropavlovka, Miyakinsky District, Republic of Bashkortostan) یک شهرک در شهرستان میاکینسکی استان باشقیرستان کشور روسیه است.